# Heterometra reynaudi
Heterometra reynaudi is een haarster uit de familie Himerometridae.
De wetenschappelijke naam van de soort werd in 1846 gepubliceerd door Johannes Peter Müller.